# Rhyacophila bhuchanadhara
Rhyacophila bhuchanadhara är en nattsländeart som beskrevs av Schmid 1970. Rhyacophila bhuchanadhara ingår i släktet Rhyacophila och familjen rovnattsländor. Inga underarter finns listade i Catalogue of Life.